# Reginald Leafe
Reginald James Leafe (Nottingham; 15 de diciembre de 1941-21 de enero de 2001) fue un árbitro de fútbol inglés.

## Trayectoria
Después de adquirir su primera experiencia en partidos amistosos a finales de la década de 1940, dirigió dos partidos en el Mundial de Brasil 1950; en la ronda final le encomendó la victoria del local Brasil sobre España por 6-1.
Más tarde, su federación lo envió por segunda vez a la Copa del Mundo, esta vez en Suecia 1958, arbitrando dos encuentros, incluido el de cuartos de final entre el anfitrión Suecia y la Unión Soviética. También estuvo en los Juegos Olímpicos de Roma 1960.